# Championnat de Finlande de hockey sur glace 2004-2005
Saison précédente Saison suivante
La saison 2004-2005 est la trentième saison de la SM-Liiga. La saison régulière a débuté le 16 septembre 2004 et s'est conclue le 9 mars 2005 sur la victoire du Kärpät Oulu.
En finale des séries éliminatoires, le Kärpät Oulu remporte son deuxième titre consécutif en battant le Jokerit Helsinki 3 matchs à 1.

## Déroulement
Les treize équipes de la division élite jouent chacune un total de 56 matchs lors de la saison régulière répartis en quatre confrontations directes avec chacune des autres équipes, deux à domicile et deux à l'extérieur et huit matchs « bonus ». Ces matchs « bonus » sont disputés au sein de trois groupes pour engendrer un attrait supplémentaire en ajoutant notamment des derbys entre les deux clubs d'Helsinki ou encore ceux de Tampere. À l'issue de la saison régulière, les six meilleures équipes sont directement qualifiées pour les séries, les quatre suivantes jouent pour les deux dernières places des playoffs lors de matchs de barrage au meilleur des trois rencontres. La SM-liiga n'est plus une ligue fermée cette saison et le meilleur club de la Mestis se voit offrir une place dans la SM-liiga qui passe à quatorze clubs en 2005-2006. Les matchs ne se terminent plus par un match nul, un tir de fusillade départageant les équipes en cas d'égalité après le temps réglementaire puis une prolongation de 5 minutes.

## Saison régulière

### Classement
|    | Équipe             | PJ | V  | VP | DP | D  | BP  | BC  | Diff | Pts |
| -- | ------------------ | -- | -- | -- | -- | -- | --- | --- | ---- | --- |
| 1  | Kärpät Oulu        | 56 | 35 | 5  | 6  | 10 | 190 | 122 | +68  | 121 |
| 2  | Jokerit Helsinki   | 56 | 34 | 4  | 3  | 15 | 163 | 96  | +67  | 113 |
| 3  | HPK Hämeenlinna    | 56 | 24 | 17 | 2  | 13 | 196 | 128 | +68  | 108 |
| 4  | HIFK               | 56 | 29 | 5  | 7  | 15 | 162 | 116 | +46  | 102 |
| 5  | Lukko Rauma        | 56 | 28 | 4  | 6  | 18 | 152 | 130 | +22  | 98  |
| 6  | TPS Turku          | 56 | 22 | 8  | 10 | 16 | 146 | 142 | +4   | 92  |
| 7  | Ilves Tampere      | 56 | 22 | 6  | 8  | 20 | 164 | 179 | -15  | 86  |
| 8  | JYP Jyväskylä      | 56 | 23 | 2  | 7  | 24 | 147 | 148 | -1   | 80  |
| 9  | Tappara Tampere    | 56 | 17 | 8  | 6  | 25 | 151 | 172 | -21  | 73  |
| 10 | Ässät Pori         | 56 | 15 | 8  | 6  | 27 | 140 | 178 | -38  | 67  |
| 11 | Blues Espoo        | 56 | 15 | 5  | 6  | 30 | 139 | 159 | -20  | 61  |
| 12 | SaiPa Lappeenranta | 56 | 11 | 7  | 5  | 33 | 145 | 195 | -50  | 52  |
| 13 | Pelicans Lahti     | 56 | 7  | 3  | 10 | 36 | 100 | 230 | -130 | 37  |

### Meilleurs pointeurs

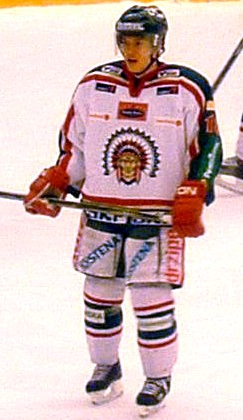
Steve Kariya, attaquant de l'Ilves Tampere, ici sous les couleurs du Frölunda HC.

Cette section présente les meilleurs pointeurs de la saison régulière.
| #  | Joueur          | Équipe             | PJ | B  | A  | Pts |
| -- | --------------- | ------------------ | -- | -- | -- | --- |
| 1  | Steve Kariya    | Ilves Tampere      | 55 | 24 | 35 | 59  |
| 2  | Pasi Saarela    | Lukko Rauma        | 56 | 31 | 24 | 55  |
| 3  | Kimmo Kuhta     | HIFK               | 56 | 29 | 20 | 49  |
| 4  | Kai Nurminen    | TPS Turku          | 54 | 25 | 24 | 49  |
| 5  | Frank Banham    | SaiPa Lappeenranta | 56 | 24 | 25 | 49  |
| 6  | Jussi Jokinen   | Kärpät Oulu        | 56 | 23 | 24 | 47  |
| 7  | Jarkko Immonen  | JYP Jyväskylä      | 54 | 19 | 28 | 47  |
| 8  | Glen Metropolit | Jokerit Helsinki   | 51 | 16 | 31 | 47  |
| 9  | Hannes Hyvönen  | Ilves Tampere      | 36 | 27 | 18 | 45  |
| 10 | Ladislav Kohn   | Blues Espoo        | 56 | 17 | 28 | 45  |

### Meilleurs gardiens de but

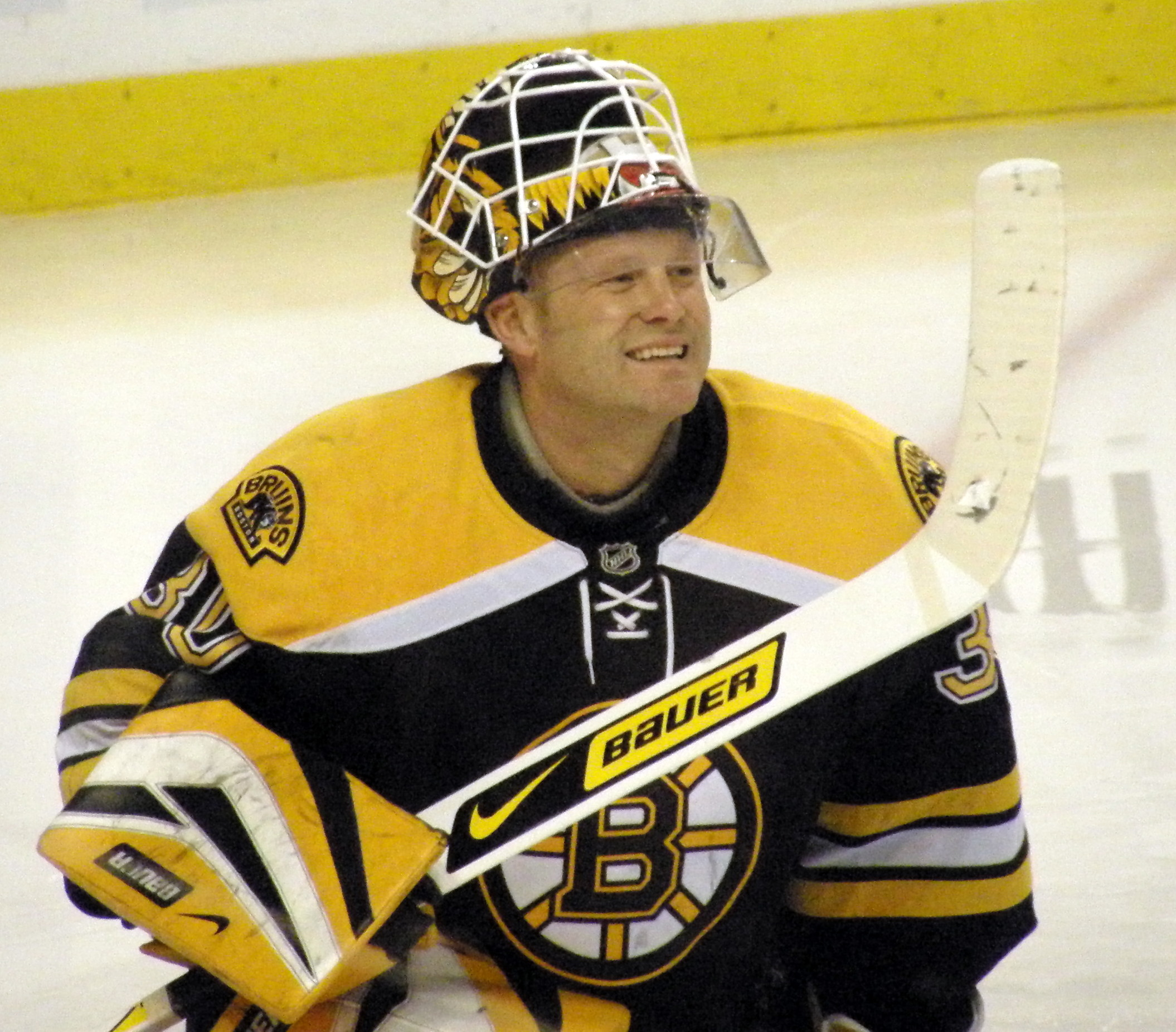
Timothy Thomas, gardien du Jokerit Helsinki ici sous les couleurs des Bruins de Boston.

Cette section présente les meilleurs gardiens de la saison régulière, classés en fonction du pourcentage d'arrêts.
| # | Gardien          | Équipe           | PJ | BL | %Arr    |
| - | ---------------- | ---------------- | -- | -- | ------- |
| 1 | Timothy Thomas   | Jokerit Helsinki | 54 | 15 | 94,09 % |
| 2 | Dwayne Roloson   | Lukko Rauma      | 34 | 4  | 93,07 % |
| 3 | Mika Noronen     | HPK Hämeenlinna  | 27 | 1  | 92,70 % |
| 4 | Niklas Bäckström | Kärpät Oulu      | 47 | 7  | 92,65 % |
| 5 | Jan Lundell      | HIFK             | 23 | 1  | 92,54 % |

## Séries éliminatoires

### Barrages
Au meilleur des trois matchs.
- Ilves Tampere 2-0 Ässät Pori (3-1, 4-1)
- JYP Jyväskylä 1-2 Tappara Tampere (6-4, 0-1, 0-4)

### Tableau final

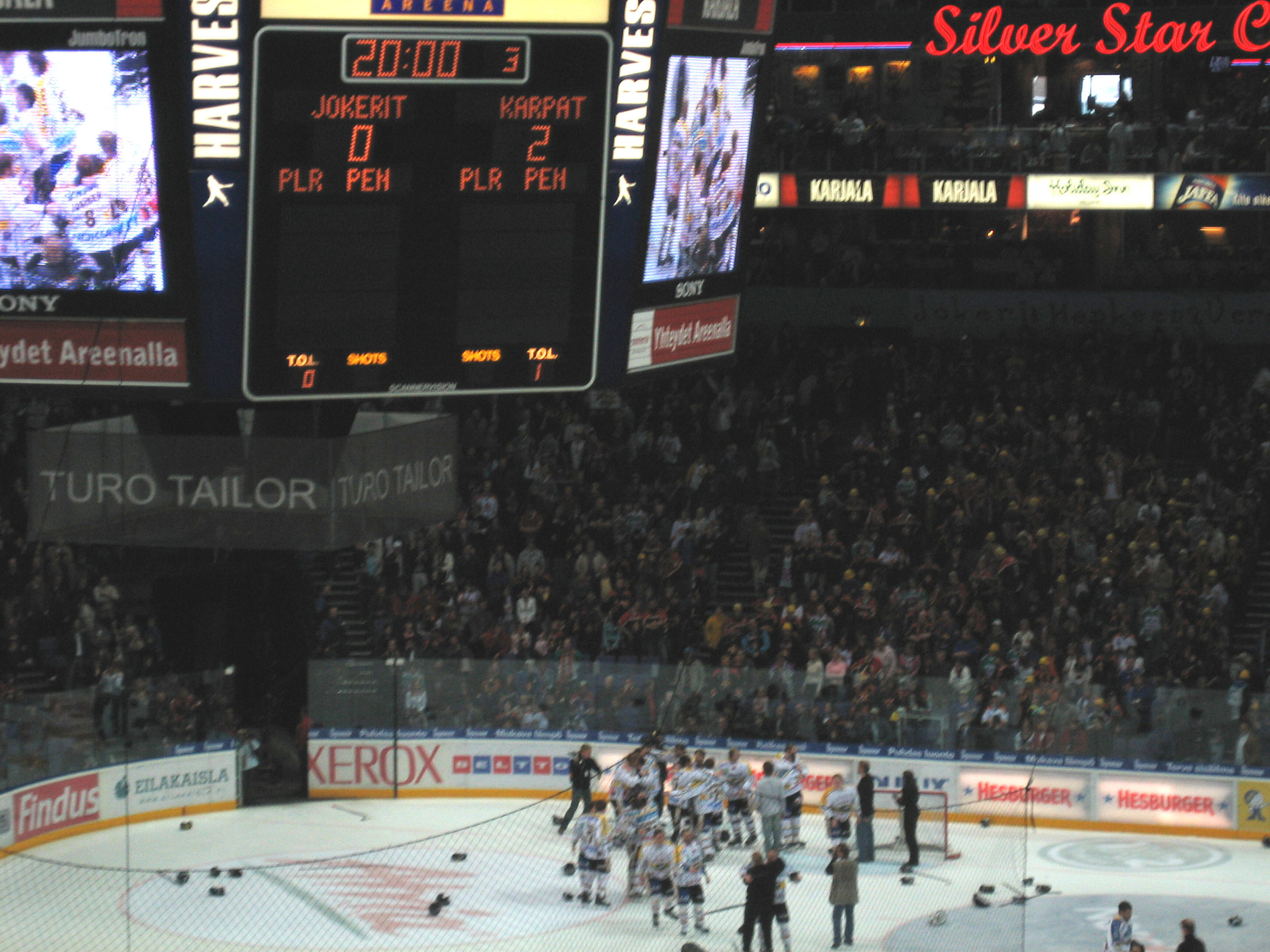
Les joueurs du Kärpät Oulu célèbrent la victoire du lors du 4e match de la finale.

Les quarts de finale se jouent au meilleur des 7 rencontres puis les demi-finales et la finale se jouent au meilleur des 5 matchs.
Le match pour la troisième place se joue en une seule rencontre.
|  | Quarts de finale | Quarts de finale |                  |                 | Demi-finales           | Demi-finales |  |  | Finale      | Finale |
|  | Quarts de finale | Quarts de finale |                  |                 | Demi-finales           | Demi-finales |  |  | Finale      | Finale |
|  |                  |                  |                  |                 |                        |              |  |  |             |        |
|  |                  |                  |                  |                 |                        |              |  |  |             |        |
|  |                  |                  |                  |                 |                        |              |  |  |             |        |
|  | Kärpät Oulu      | 4                |                  |                 |                        |              |  |  |             |        |
|  | Kärpät Oulu      | 4                |                  |                 |                        |              |  |  |             |        |
|  | Tappara Tampere  | 1                |                  |                 |                        |              |  |  |             |        |
|  | Tappara Tampere  | 1                | Kärpät Oulu      | 4               |                        |              |  |  |             |        |
|  |                  |                  | Kärpät Oulu      | 4               |                        |              |  |  |             |        |
|  |                  | Lukko Rauma      | 0                |                 |                        |              |  |  |             |        |
|  | HIFK             | Lukko Rauma      | 0                | 1               |                        |              |  |  |             |        |
|  | HIFK             |                  |                  | 1               |                        |              |  |  |             |        |
|  | Lukko Rauma      | 4                |                  |                 |                        |              |  |  |             |        |
|  | Lukko Rauma      | 4                | Kärpät Oulu      | 3               |                        |              |  |  |             |        |
|  |                  |                  | Kärpät Oulu      | 3               |                        |              |  |  |             |        |
|  |                  | Jokerit Helsinki | 1                |                 |                        |              |  |  |             |        |
|  | Jokerit Helsinki | Jokerit Helsinki | 1                | 4               |                        |              |  |  |             |        |
|  | Jokerit Helsinki |                  |                  | 4               |                        |              |  |  |             |        |
|  | Ilves Tampere    | 1                |                  |                 |                        |              |  |  |             |        |
|  | Ilves Tampere    | 1                | Jokerit Helsinki | 3               |                        |              |  |  |             |        |
|  |                  |                  | Jokerit Helsinki | 3               | Match pour la 3e place |              |  |  |             |        |
|  |                  | HPK Hämeenlinna  | 0                |                 |                        |              |  |  |             |        |
|  | HPK Hämeenlinna  | HPK Hämeenlinna  | 0                | 4               |                        |              |  |  |             |        |
|  | HPK Hämeenlinna  |                  |                  | 4               |                        |              |  |  |             |        |
|  | TPS Turku        | 2                |                  | HPK Hämeenlinna | 1                      |              |  |  |             |        |
|  | TPS Turku        | 2                |                  | HPK Hämeenlinna | 1                      |              |  |  |             |        |
|  |                  |                  |                  |                 |                        |              |  |  | Lukko Rauma | 0      |
|  |                  |                  |                  |                 |                        |              |  |  | Lukko Rauma | 0      |

## Trophées et récompenses
| Kanada-malja : Champion de Finlande                            | Kärpät Oulu                         |
| Kultainen kypärä : Meilleur joueur élu par ses pairs           | Timothy Thomas (Jokerit Helsinki)   |
| Trophée Kalevi-Numminen : Meilleur entraîneur                  | Kari Jalonen (Kärpät Oulu)          |
| Trophée Jarmo-Wasama : Meilleur joueur recrue                  | Simo Vidgren (Ilves Tampere)        |
| Trophée Matti-Keinonen : Meilleur ratio +/-                    | Jukka Voutilainen (HPK Hämeenlinna) |
| Trophée Raimo-Kilpiö : Joueur le plus fair-play                | Jani Rita (HPK Hämeenlinna)         |
| Trophée Urpo-Ylönen : Meilleur gardien de but                  | Niklas Bäckström (Kärpät Oulu)      |
| Trophée Pekka-Rautakallio : Meilleur défenseur                 | Ilkka Mikkola (Kärpät Oulu)         |
| Trophée Aarne-Honkavaara : Meilleur buteur                     | Pasi Saarela (Lukko Rauma)          |
| Trophée Veli-Pekka-Ketola : Meilleur pointeur                  | Steve Kariya (Ilves Tampere)        |
| Trophée Lasse-Oksanen : Meilleur joueur de la saison régulière | Timothy Thomas (Jokerit Helsinki)   |
| Trophée Jari-Kurri : Meilleur joueur des séries éliminatoires  | Niklas Bäckström (Kärpät Oulu)      |

## Mestis
- Le KalPa Kuopio, gagnant de la saison régulière et vainqueur des séries éliminatoires pour la deuxième année consécutive est promu en SM-liiga pour la saison suivante.